# キャニオン (自転車)

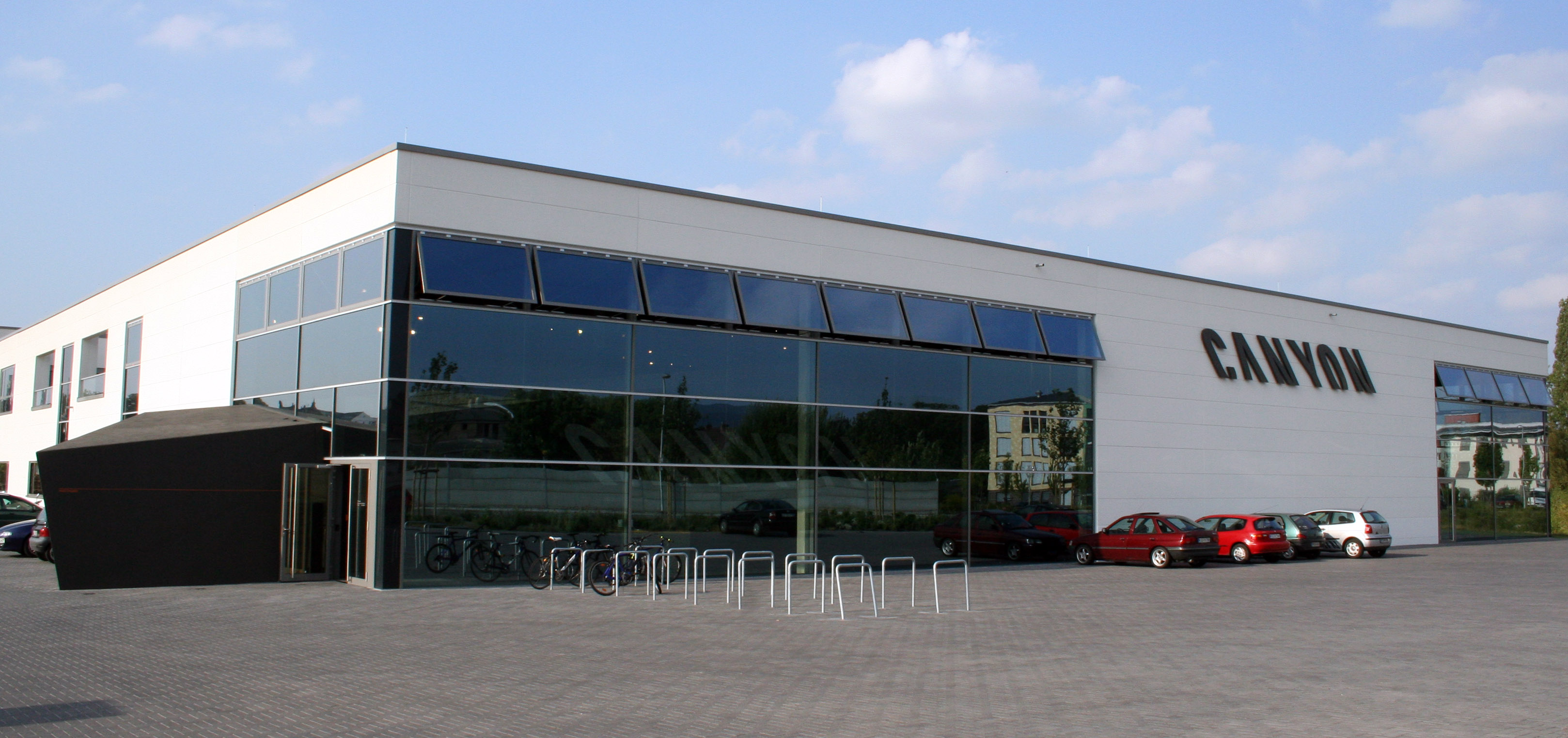
キャニオン本社（ドイツ コブレンツ）

Canyon Bicyles GmbH (略称: キャニオン）はドイツ コブレンツに本社を置くロードバイク・マウンテンバイク・トライアスロンなどの競技用自転車を製造する総合自転車メーカーである。

## 沿革
1985年、Roman Arnoldと彼の兄弟であるFranc Arnold (現在は企業運営に関与していない)が、’Radsport Arnold GmbH’として競技用の自転車パーツ販売を開始した。キャニオンというブランド名が登場するのは1996年以降である。Radsport Arnold GmbHはインターネットを介したダイレクトセールス戦略も採用していた。

2001年、Radsport Arnold GmbHは自転車本体の製造販売へ業態を移行し、その名称をCanyon Bicycles GmbHへと改めた。その際、Bergwerk and Votecに勤務していたLutz Scheffer をフレームデザイナーとして雇用した。数年後、ドイツ コブレンツに拠点を移し、別の自転車メーカーのエキスパートを務めていたHans Chrstian Smolikを雇うことになる。
2006年、キャニオンは後の2007年に幾つかの賞を獲得することとなる新たな企業デザインを公開している。(European Design Award for Corporate Design, red dot design awards for Corporate and web design, iF Product Design Award for Corporate Design).

## 自転車競技およびトライアスロン競技との関わり
RadSport Arnoldは、起業当初から競技としての自転車に関わってきた。1985年、コブレンツに拠点を置いたRadsport ArnoldはJürgen Zäckと契約し、最初の成功を収めている。
ロードレースの分野において、Canyonは様々なチームと協調している。2007年には、UCIプロツアーに参戦していたUnibet.comと最初の提携を結んだ。最近では、KatushaとMovistarがそれぞれCanyonのロードバイクを使用している。これまでの最も価値ある実績としては、2014年にGiro d’Italiaで総合優勝を果たしたNairo Quintanaが、ロードステージではUltimate CF SLX、タイムトライアルではSpeedmax CF SL
を使用している。その他、キャニオンの実績としては、Cadel EvansがSilence-Lotto teamで達成した2009年 World Professional Road Race Championship、Alexander Kristoffのthe 2014年 Tour de Franceでの二つのステージ優勝、Jan Frozenの2015年 the Ironman European Championship in Frankfurtとthe Ironman World Championship in Hawaiiでの勝利が挙げられる。また2015年の8月には、スポーツ指導主任としてRonny LaukeとBeth Duryeaが務めていたかつてのVelocio–SRAM Pro Cyclingを、キャニオンが2016年から新しい女子サイクリングのトップチームとしてスポンサーすることを発表した
このブランドはトライアスロン選手やロードレース選手だけでなく、マウンテンバイクの選手も支援している。

## プロジェクトバイク
2005年 Project 3.7: 当時最軽量、総重量3.7 kgのロードバイク
2006年 Project 6.8: UCIプロツアーで認可された、ディスクブレーキ搭載の最軽量ロードバイク
2007年 Project 0.05: ブレーキをフレーム内部に統合、ハンドルバーにドリンク供給システムを搭載することで、空気抵抗を極限まで減少させたトライアスロン用バイク “Part I: General organisation of cycling as a sport” (PDF). p. 66. 2017年3月28日閲覧。
2008年 Project 0.01: フルサスペンションロードバイク。A racing bike with full suspension, which thanks to the high levels of comfort, relieves the pressure on the rider's muscles during maximum effort.
2009年 Project S5: 初めてのマウンテンバイクプロジェクトは 重量12 kg以下のフリーライド用バイクだった。 It was intended for rides in the high mountains where there are longer carrying sections and difficult descents.。

## その他のブランディング戦略
スイスでは、キャニオンというブランド名が既に別の自転車メーカーで使用されていたため、一時期まで”Pure Cycling”と呼ばれていた。
2015年11月からの工場拡張に向け行われたの全社IT基盤の標準化後、キャニオンは顧客サービスの低下に因を発する評価の低下に苦しむことになった。更にはサプライチェーンの欠陥がスペアパーツの供給を滞らせ、キャニオンは売上の増大のみを重視し適切な顧客サービスの提供に関心が無いとの批判が生じた。
2016年2月に、キャニオンの創業者CEOはサービスGAU(http://www.bike-magazin.de/mtb_news/szene_news/lieferverzoegerungen-bei-canyon--update/a30623.htmlを発表し、その中で顧客からの批判に対し公式に謝罪した。この文書では、当時の環境とそれに対する改善策を公表すると共に、同社製品への愛顧と、状況への理解に感謝の念を表明した。